# صوفي كال
صوفي كال (بالفرنسية: Sophie Calle) هي مصورة وكاتِبة فرنسية، ولدت في 9 أكتوبر 1953 في باريس في فرنسا.

## معرض صور

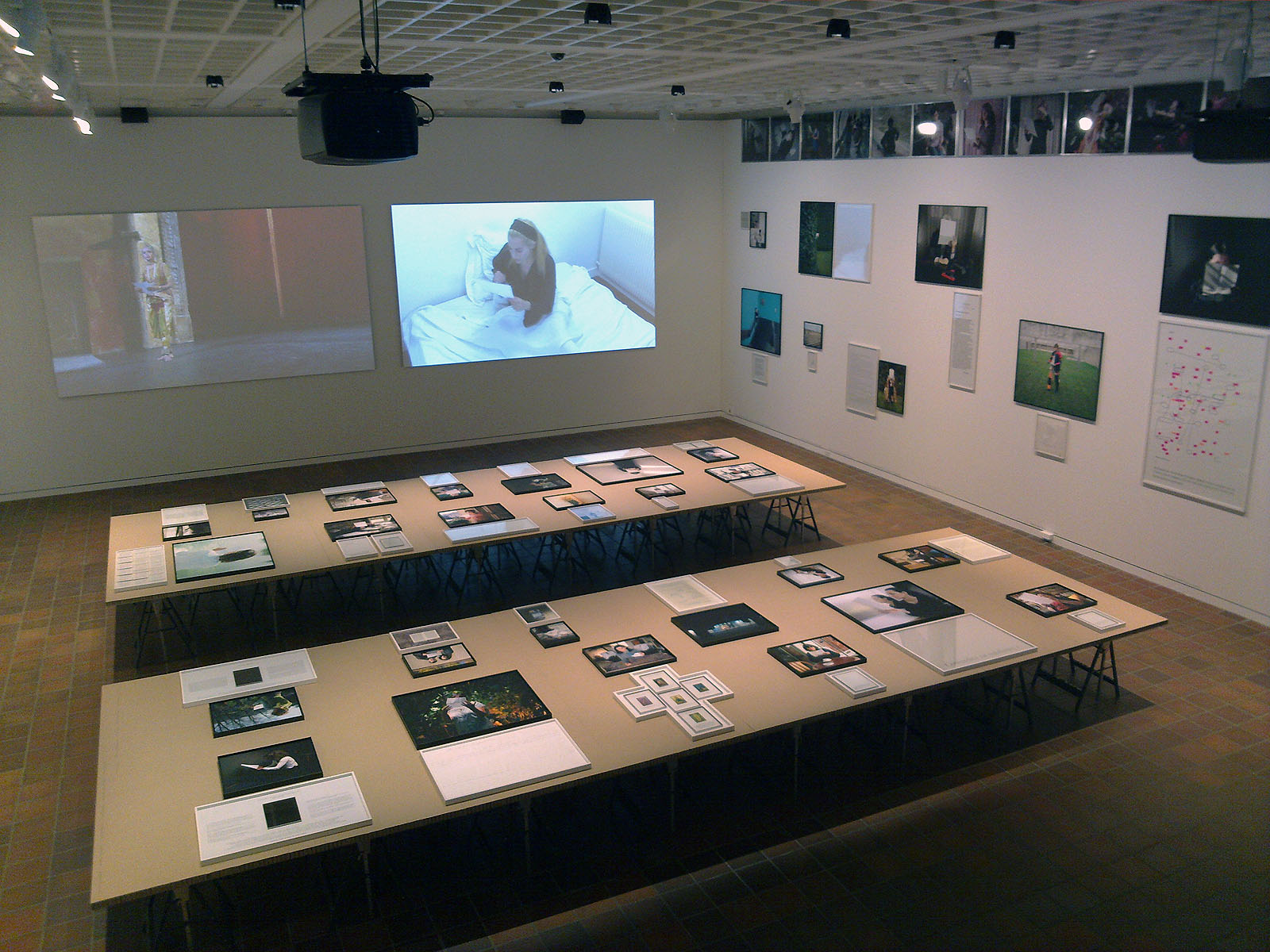
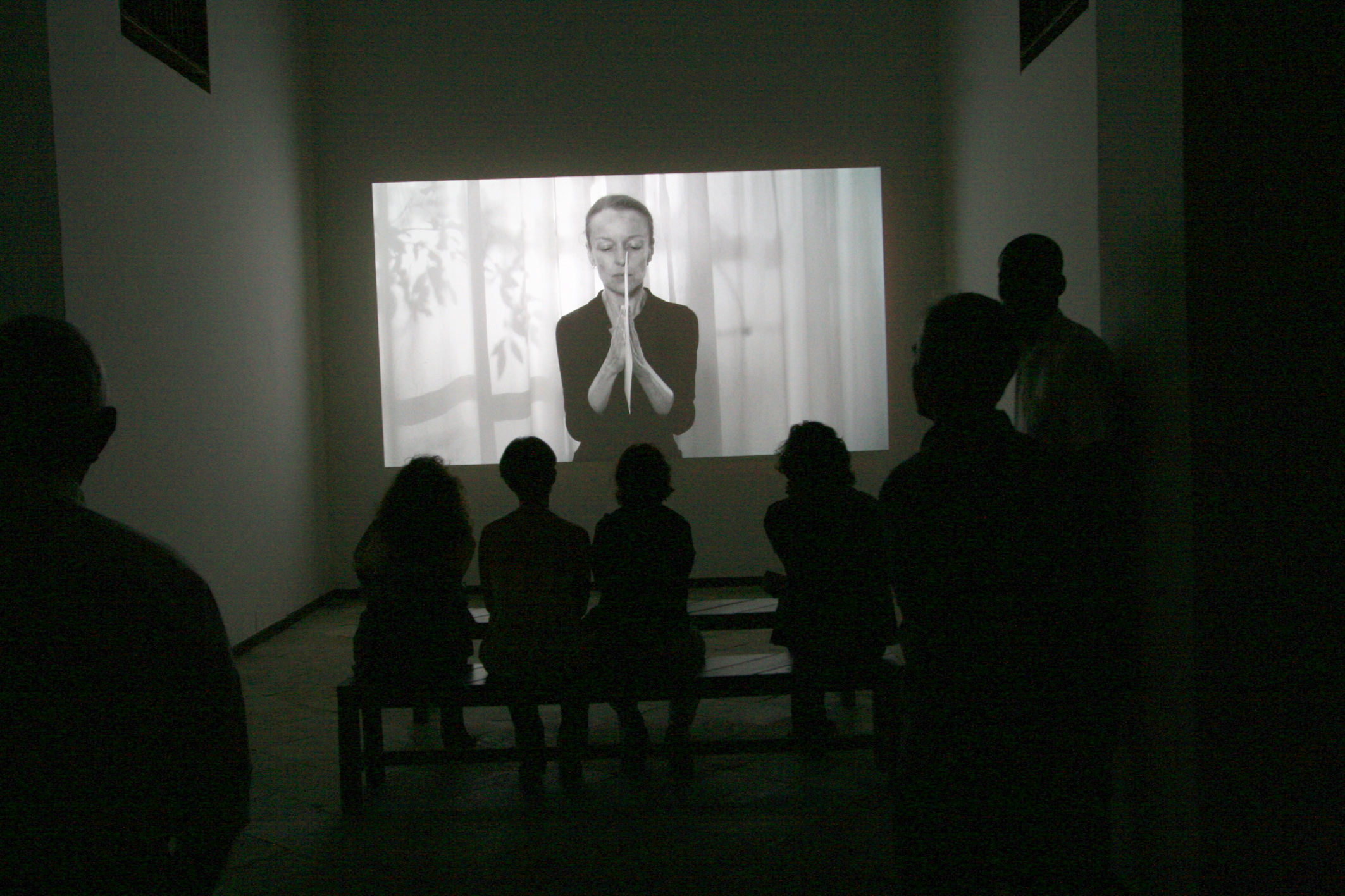
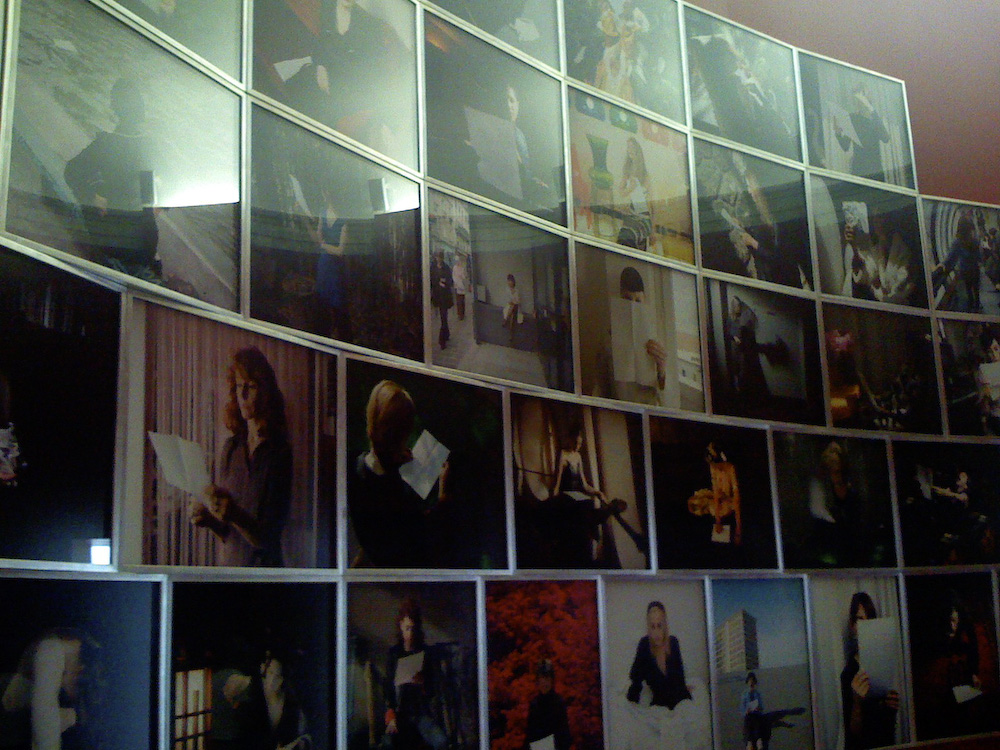

## وصلات خارجية
- صوفي كال على موقع IMDb (الإنجليزية)
- صوفي كال على موقع مونزينجر (الألمانية)
- صوفي كال على موقع ميوزك برينز (الإنجليزية)
- صوفي كال على موقع ديسكوغز (الإنجليزية)
- صوفي كال على موقع قاعدة بيانات الفيلم (الإنجليزية)